# نیمپشوو
نیمپشوو (به چکی: Nimpšov) یک منطقهٔ مسکونی در جمهوری چک است که در منطقه تربیچ واقع شده‌است.
 نیمپشوو ۰٫۹۸ کیلومتر مربع مساحت و ۶۶ نفر جمعیت دارد و ۴۶۰ متر بالاتر از سطح دریا واقع شده‌است.